# Cử Đa

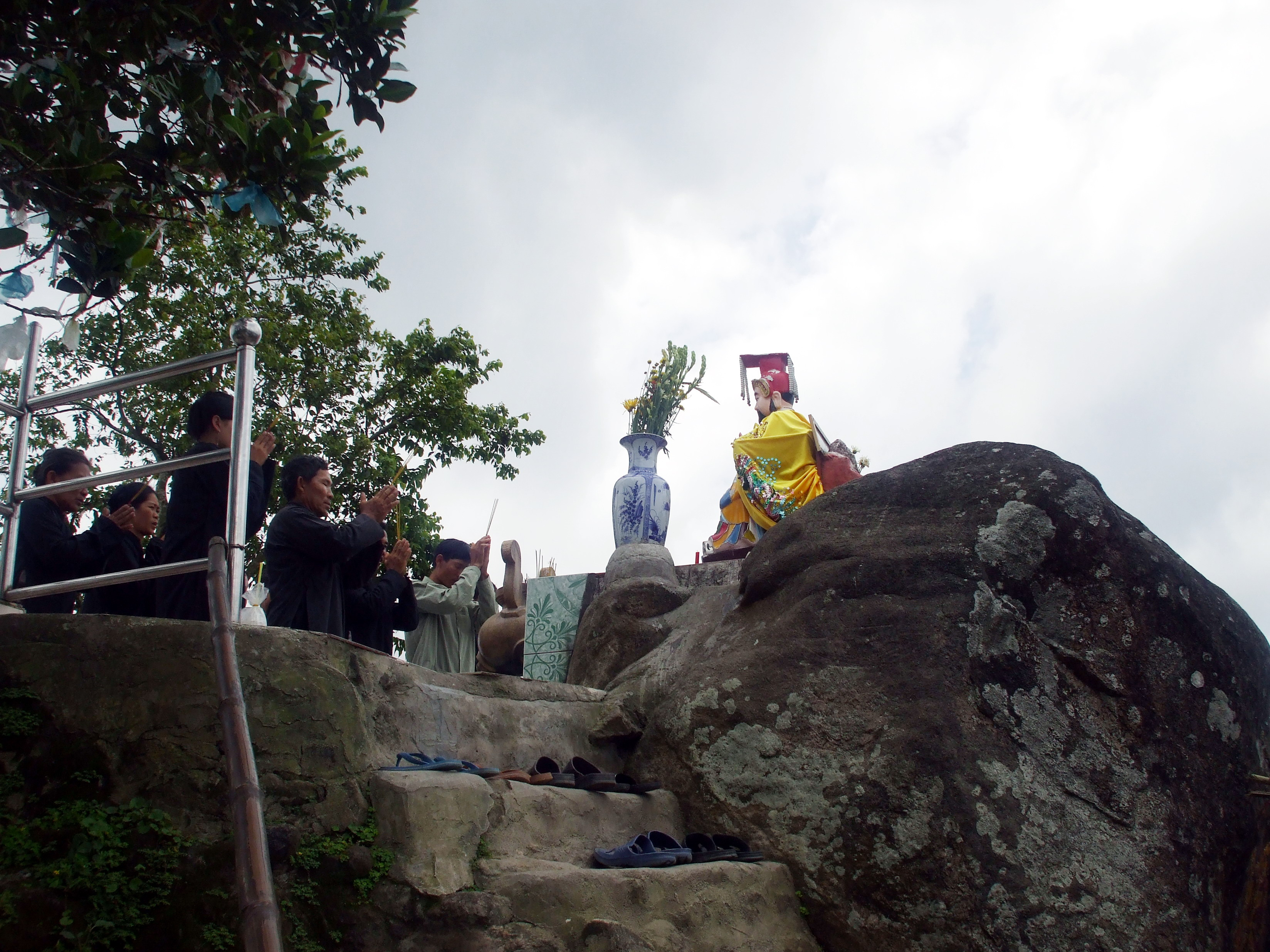
Vồ Bồ Hông trên đỉnh núi Cấm, nơi Cử Đa từng đến tu.

Cử Đa tên thật Nguyễn Thành Đa hay Nguyễn Đa (? - ?), đạo hiệu là Ngọc Thanh hay Chơn Không, Hư Không. Sau khi kháng Pháp ở miền Nam Việt Nam thất bại, ông bỏ đi tu.

## Đời thực lẫn huyền thoại
Hiện tồn tại vài ba câu chuyện kể về cuộc đời của Cử Đa, và chúng có nhiều điểm dị biệt.
- Theo sách Định Tường xưa:

Căn cứ theo tập Sử tích ông Cử Đa đi tu của Trương Tấn Ngọc ở Vĩnh Kim (quận Long Định, tỉnh Mỹ Tho) có chép mấy trường thiên viết về cảnh núi Tà Lơn (tức núi Bokor cao trên ngàn mét, thuộc địa phận tỉnh Kampot, Campuchia), thì Cử Đa sinh dưới thời vua Tự Đức, khoảng năm Canh Tuất (1850), ở Thuộc Nhiêu (thuộc Mỹ Tho).
Khoảng năm Ất Tỵ (1895), khi tuổi đã 45, ông mới hăm hở tầm sư học đạo, lưu lạc nhiều nơi trong tỉnh Châu Đốc. Ngày 14 tháng 3 năm Bính Thân (1896), ông thí phát quy y, hiệu là Ngọc Thanh, tu tại điện Bồ Hong (đỉnh núi Cấm), rồi được tôn sư đưa lên ở Trung Tòa, trên núi Tà Lơn...
- Theo sách Sổ tay hành hương đất phương Nam:

Tục truyền thuở thiếu thời, ông lần ra tới Bình Định để tìm thầy học võ và đã thi đỗ cử nhân võ thời Tự Đức.
Khoảng năm 1862, sau khi triều đình nhà Nguyễn ký hòa ước, khiến sáu tỉnh Nam Kỳ mất vào tay thực dân Pháp; ông lưu lại làng Bình Khê (Phù Cát, Bình Định) rồi tham gia quân đội chống Pháp ở Huế, ở Hà Nội. Năm 1885, Phụ chính Tôn Thất Thuyết tổ chức tấn công Pháp tại kinh thành Huế thất bại, vua Hàm Nghi phải xuất bôn, tuyên hịch Cần Vương, thì ông càng dốc sức giúp nước hơn nữa.
Đến khi bị kẻ phản bội chỉ điểm, vua Hàm Nghi bị bắt (1888) rồi bị đày ở Algérie, ông mới trở lại Nam Kỳ. Lúc bấy giờ, các cuộc khởi nghĩa của Trương Định, Võ Duy Dương, Nguyễn Trung Trực, Trần Văn Thành, Thủ Khoa Huân...đã tan rã hết. Và lần nữa, Cử Đa xác định con đường riêng của mình: "Không làm anh hùng thì làm Bồ tát". Kể từ đó, ông lưu lạc từ Bến Tre, Cái Dầu (Châu Phú, An Giang), Giang Thành (Hà Tiên), rồi lần sang đất nước Cao Miên đến ở Cần Vọt (Kampot), Cần Trạch (Kam-pong Trạch) và cuối cùng đến ở núi Tà Lơn (Bokor).
Năm 1896, ông gặp được minh sư, xin quy y, được ban đạo danh là Ngọc Thanh. Vì bị Pháp theo dõi ráo riết nên ông phải cải trang với cái tên Sư Bảy để truyền đạo. Ông đến núi Cấm (An Giang) tu ở điện Bồ Hong, sau dời qua Trung Tòa rồi động Cao Vân.
Người ta còn kể: 
Sau khi tu luyện các phép thuật và rèn luyện thành thạo các môn binh khí, Cử Đa có đến xin núi Tượng xin Đức Bổn Sư (Ngô Lợi) xuống núi đánh Tây. Vị giáo chủ này, biết thời thế không thuận lợi bèn nói: Anh về đóng một cái cối xay lúa rồi đem lại đây. Nếu tôi gõ ba tiếng chuông mà cái cối không bể thì cuộc kháng Pháp của anh thành công. Nghe vậy, Cử Đa đóng cối và dùng ba niềng sắt niềng lại, thế nhưng vừa dứt ba tiếng chuông thì cối vỡ tung. Lúc ấy, Đức Bổn Sư mới bảo: Đến khi trời định thì đàn bà gõ đũa bếp lên đầu Tây, Tây cũng không dám mở miệng.
(Sau này, tín đồ đạo Hiếu Nghĩa tin rằng lời tiên tri trên ứng với sự việc năm 1945: Nhật đảo chính. Tây đói khát vào nhà dân xin cơm, đàn bà Việt Nam có thể đuổi chúng đi như lùa vịt.)
Mặc dù thất vọng, Cử Đa vẫn tụ tập lực lượng kéo đánh đồn Cây Mít của Pháp ở mé kênh Vĩnh Tế. Binh ô hợp, vũ khí thô sơ nên thất bại. Buồn bã, ông không về núi Tượng, cũng không trở lại núi Cấm mà đi thẳng lên núi Tà Lơn, trên đất Cao Miên.
Tục truyền, Tết năm Giáp Tuất (1934), nhà văn Phan Khôi đã kỳ ngộ với Cử Đa ở chợ Bến Thành (Sài Gòn). Tương truyền, lúc bấy giờ Cử Đa đã đắc đạo thành tiên, và trong các cuộc cầu cơ, ông thường giáng đàn cho thơ với đạo hiệu Hư Không...Cử Đa truyền cho đời bài Vãn núi Tà Lơn và tập Lan Thiên, đều viết bằng thơ lục bát.
- Theo lời kể của nhà nghiên cứu Nguyễn Văn Hầu:

Ông tên thật là Nguyễn Đa. Vì đã thi đỗ võ cử nhân (có thể là năm Thiệu Trị thứ 5, 1845) nên người đời gọi là ông Cử Đa. Lúc mới đến Thất Sơn, nhiều người nghe tiếng nói của ông phát giọng miền Trung, cho nên cũng gọi ông là Thầy Huế. Quê ông ở làng Phù Cát (có chỗ chép là Phù Lạc), huyện Bình Khê, tỉnh Quy Nhơn (nay thuộc tỉnh Bình Định), nơi đã từng hun đúc vua Quang Trung.
Ông sinh năm nào và thi đỗ khoa nào không ai được biết, có điều biết rằng khi ông vào tới Thất Sơn thì chính là lúc lãnh tụ Nguyễn Trung Trực đang thất bại, phải lui về ẩn náu ở Hòn Chông (Kiên Giang), khoảng năm 1867-1868. Hồi ấy có người phỏng định tuổi ông lối 40 tuổi.
Từ khi ông thi đỗ về sau, ông đi khắp nơi để mưu đồ chống Pháp, khi đến phía bắc miền Trung, khi vào Thuộc Nhiêu (Mỹ Tho), nhưng đến đâu ông cũng đều gặp phải cảnh "trống đánh xuôi, kèn thổi ngược". Sau rốt, bước chân giang hồ mới dừng lại ở Thất Sơn.
Thuở ấy tình thế Nam Kỳ hết sức rối ren. Pháp đang muốn cưỡng chiếm ba tỉnh miền Tây. Các cuộc khởi nghĩa bị dẹp tan gần hết: Thủ Khoa Huân bị đày sang đảo Réunion (1864), Trương Định chết ở Gò Công (1864). Phan Thanh Giản tuẫn tiết ở Vĩnh Long (1867)... Chỉ còn Nguyễn Trung Trực và một ít tàn binh đang ẩn náu ở Kiên Giang. Đứng trước tình thế nguy ngập ấy, có lẽ vì vậy mà Cử Đa không còn cách nào hơn là ẩn danh tu tỉnh ở vùng Thất Sơn, để chờ đợi thời cơ giúp nước.
Một hôm, tung tích của ông bị lộ, quân Pháp ở đồn Cây Mít (Châu Đốc) kéo đến bao vây, vì thương dân chúng vô tội quanh vùng nên ông không nỡ chống lại, bèn từ giã một số đệ tử thuần thành, rời khỏi Thất Sơn, ra hòn Phú Quốc. Ở đó một độ, ông vượt đường qua Giang Thành rồi lên núi Tà Lơn (Cao Miên). Tại đây, ông Cử được gặp minh sư truyền cho đạo pháp và được đặt cho đạo hiệu là Ngọc Thanh.
Hắc y đổi lại cà sa,
Cải tên đặt lại hiệu là Ngọc Thanh.
(Trích Vãn Tà Lơn)
Ở xứ người, Cử Đa có thâu nhiều tín đồ ở núi Tà Lơn, và lâu lâu lại trở về Bảy Núi thăm các đệ tử cũ. Ông thường dặn bảo tín đồ rằng nếu không có mệnh lệnh thì không một ai được bạo động gì cả.
Dần dà, chẳng còn ai thấy tăm hơi gì về ông. Thỉnh thoảng có người thấy một ông già râu tóc bạc phơ, cưỡi hổ mun vượt rừng ở vùng Bảy Núi, thì người ta thì thầm bảo nhau: ông già ấy là ông Cử! 
- Theo lời kể của nhà văn Sơn Nam:

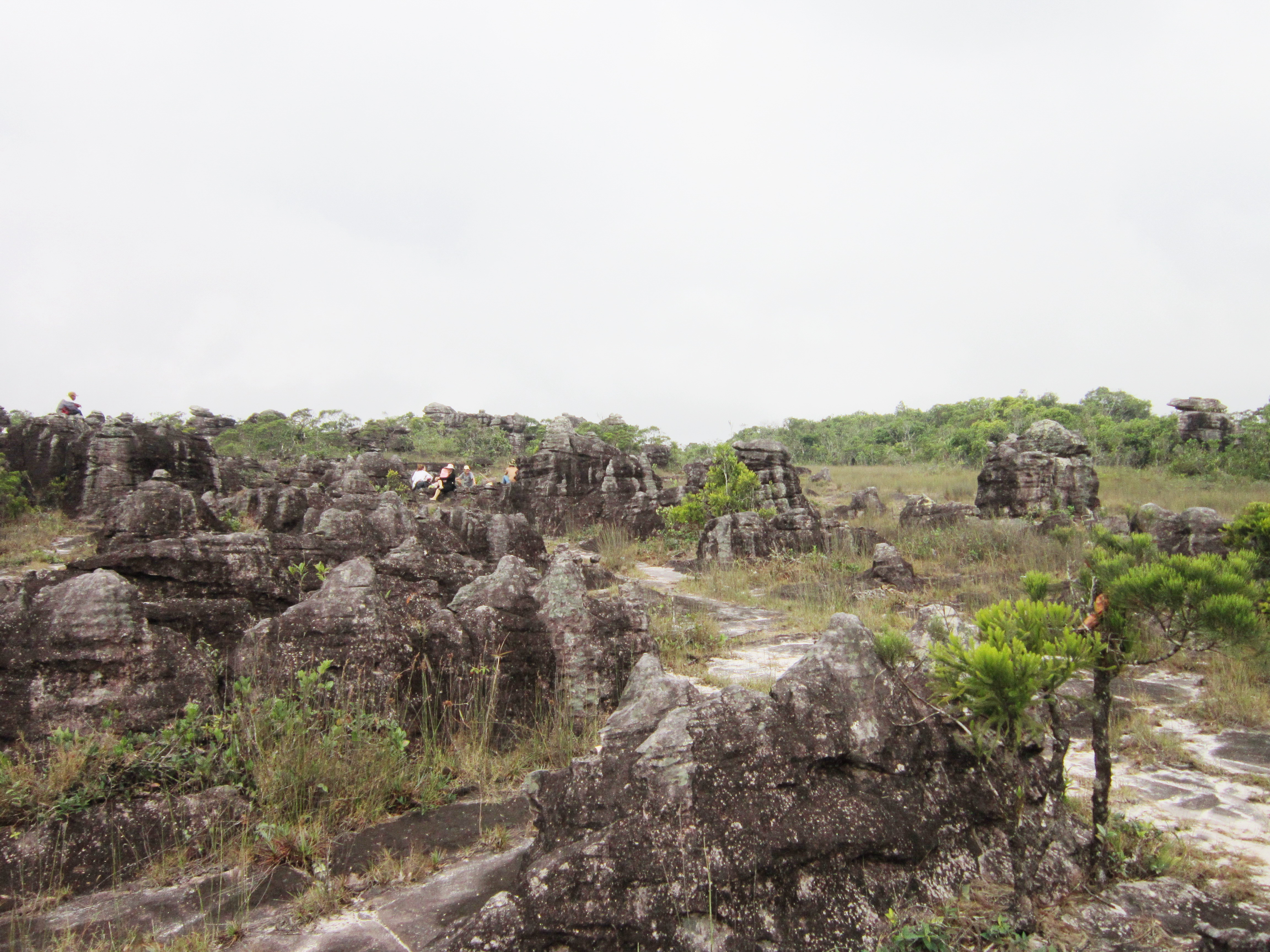
Phong cảnh trên núi đỉnh núi Bokor (Tà Lơn). Nơi này, người Việt gọi là Lan Thiên.

Vài nhân vật của phong trào Thủ Khoa Huân đến Bảy Núi, nổi danh nhứt là Nguyễn Thành Đa, gọi nôm na Cử Đa (tương truyền đậu cử nhân võ), người Vĩnh Kim (Rạch Gầm, Tiền Giang) chuyên tu tiên, góp phần vào cuộc tập họp ở An Định (núi Tượng, An Giang). Chuyện (kháng Pháp) bất thành, ông qua biên giới, lên núi Tà Lơn (đỉnh Bốc-ko, nơi nghỉ mát tốt nhứt của Campuchia, tỉnh Kampot) thám sát những hang động, yêu chuộng các loại lan (ở vùng mà ông gọi là Lan Thiên tràn ngập giống lan "vệ hài" nguyên sinh). Ông đặt tên các trạm dừng chân dành cho người hành hương lên tận đỉnh, nào là Trung Tòa, Kim Quan, Trạm Nhất, Lan Thiên, Hàm Long, Bàn Ngự, Cán Dù, Châu Thiên, Tứ Giao, v.v...qua bài vè hãy còn được người lớn tuổi nhắc đến:
Lan thiên một cảnh chép chơi,
Non cao đảnh thượng, thảnh thơi vô cùng...
Ông lấy đạo hiệu Chơn Không hoặc Hư Không. Năm 1908, trên tuần báo Lục tỉnh Tân Văn của phong trào Minh Tân ở Nam Kỳ, ông gửi bài đăng (chứng tỏ ông biết chữ Quốc ngữ) nội dung huyền bí, dùng ẩn dụ: một bầy gà con khi gà bị chồn bắt, bị phân chia tứ tán, tốp này theo heo, tốp kia theo chó, theo vịt; rồi gà biết lội như vịt, biết bú vú chó, vú heo...
Giới thích "cơ bút" xem cử Đa như người Việt duy nhất đã hóa ra tiên, đắc đạo; khi ông "giáng cơ bút" tặng vài bài thơ, người trong giới lấy làm hãnh diện. Tương truyền tuy mất tích trên núi Tà Lơn, nhưng thỉnh thoảng vài người đã thấy ông đi dạo chơi ngày Tết ở chợ Bến Thành (Sài Gòn).
Đỉnh Tà Lơn được giới tu hành và những người tu tiên xem như nơi hành hương lý tưởng. Ngô Văn Chiêu Khai sáng đạo Cao Đài, Huỳnh Phú Sổ Khai sáng đạo Hòa Hảo, đều đến đỉnh Tà Lơn. Giới thầy bùa, thầy pháp ưa khoe khoang đã tu luyện ở đỉnh Tà Lơn, với đạo sĩ nào đó .

## Trích Vãn Tà Lơn
| Ông Cử Đa bộc lộ ý chí của mình trong Vãn Tà Lơn, trích: Sao bằng giữ được sạch trong, Bảng vàng chiếm đặng bướm ong sá gì. Đem mình về chốn kinh kỳ, Áo cơm khỏi tốn phước thì mẹ cha... Lòng ta luống những ưu phiền, Một mình trực tiết không miền gió trăng. Trong mình cũng biết võ văn, Trãi chơi thế cuộc tiếng văn giang hà... Anh hùng nghĩa khí trung cang, Trải ô thủy thạch Lãnh trang ít người. Tang bồng hồ thỉ đổi dời... | Mục đích hành đạo của ông là: Hiếu trung hai chữ phụng thờ, Lâm tòng giữ tánh đặng nhờ tấm thân... Mô tả lại cảnh đào thoát, ông viết: Dọn thuyền hai chiếc một khi, Sắm sửa vậy thì đồ đạc đem ra. Hai Võ phân nói thiệt thà: "Kinh kệ áo dà để lại chốn đây, E khi đi có gặp Tây, Nó coi thấy đặng sáp bây không còn." Tính thôi đã một buổi tròn, Xuống thuyền ra biển, hỏi còn canh hai!... |

## Ảnh

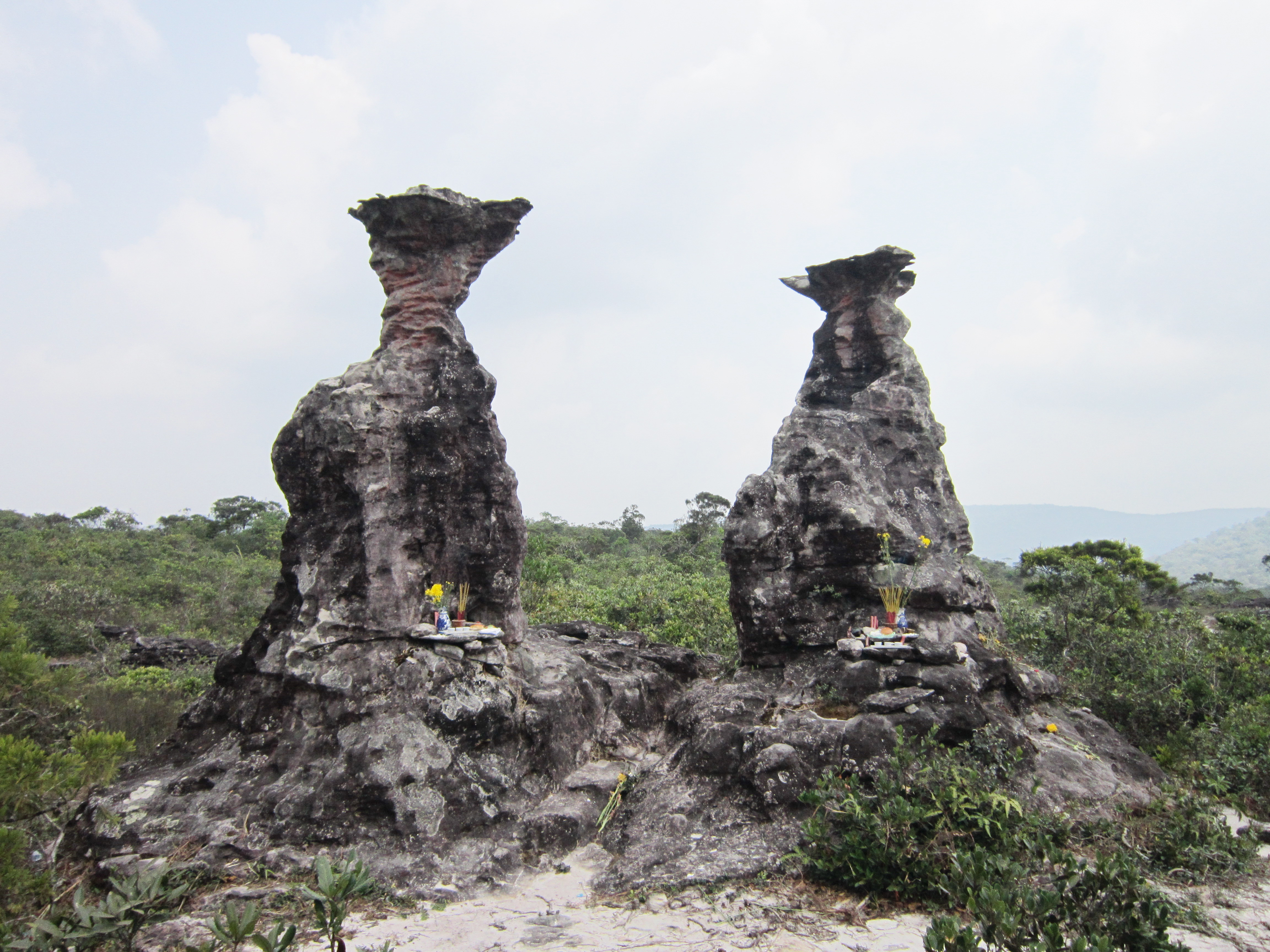
Hai trụ đá mà người Việt gọi là cổng Bàn Ngự ở trên đỉnh núi Bokor (Tà Lơn).
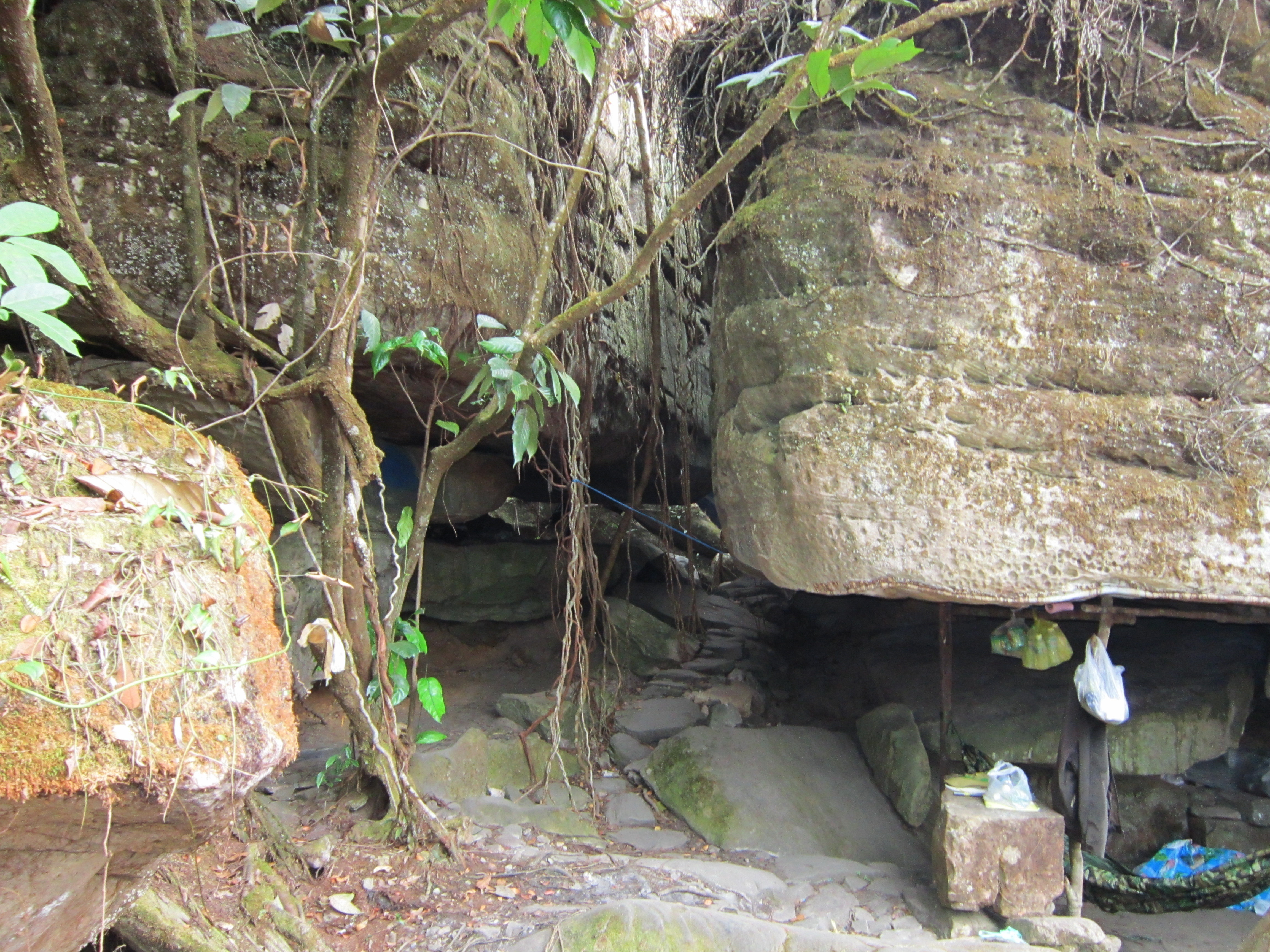
Một hang đá (người Việt gọi là điện Tứ Giao) trên đỉnh núi Bokor.
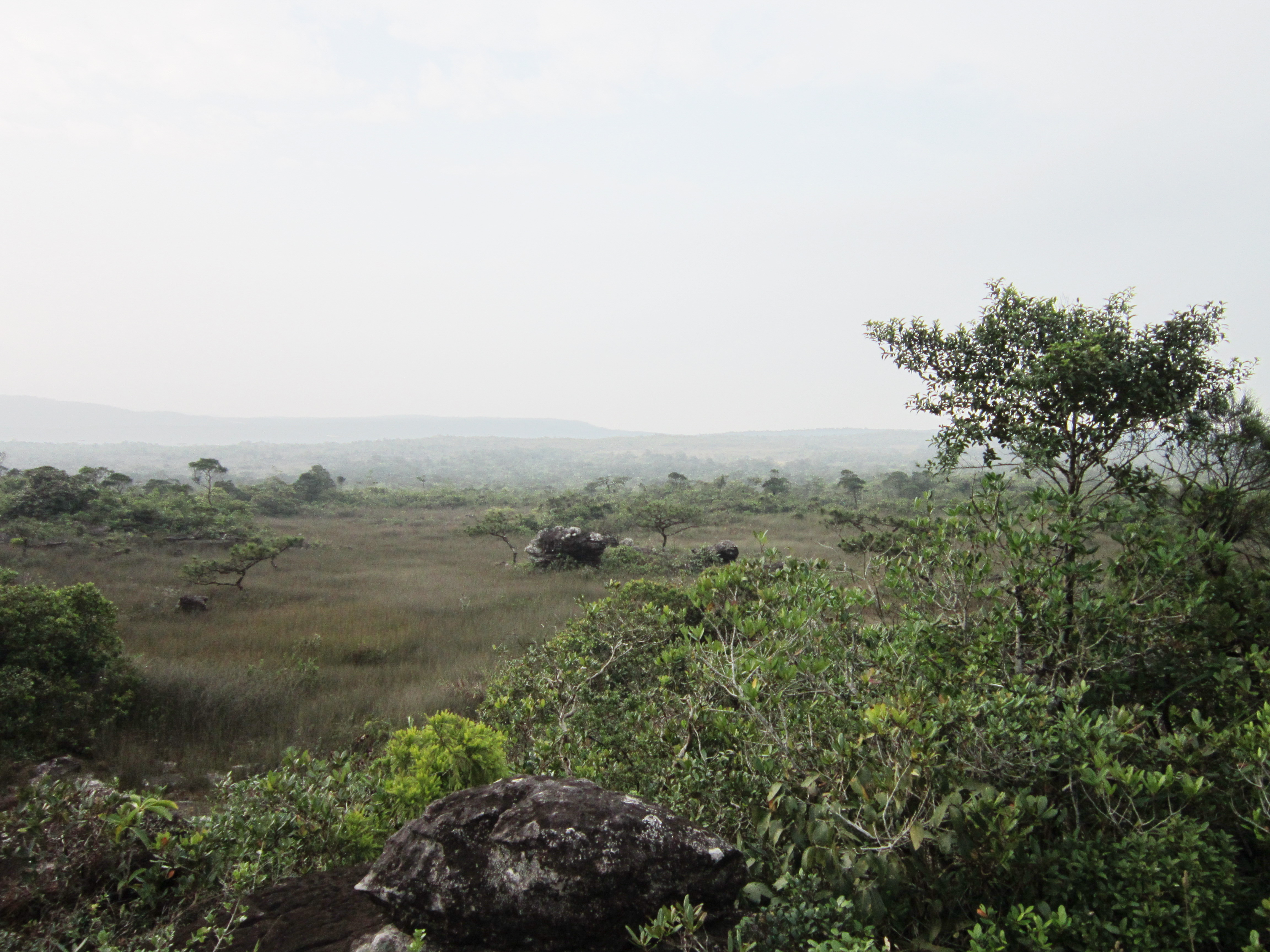
Phong cảnh trên đỉnh núi Bokor. Nơi này, người Việt gọi là Lan Thiên.
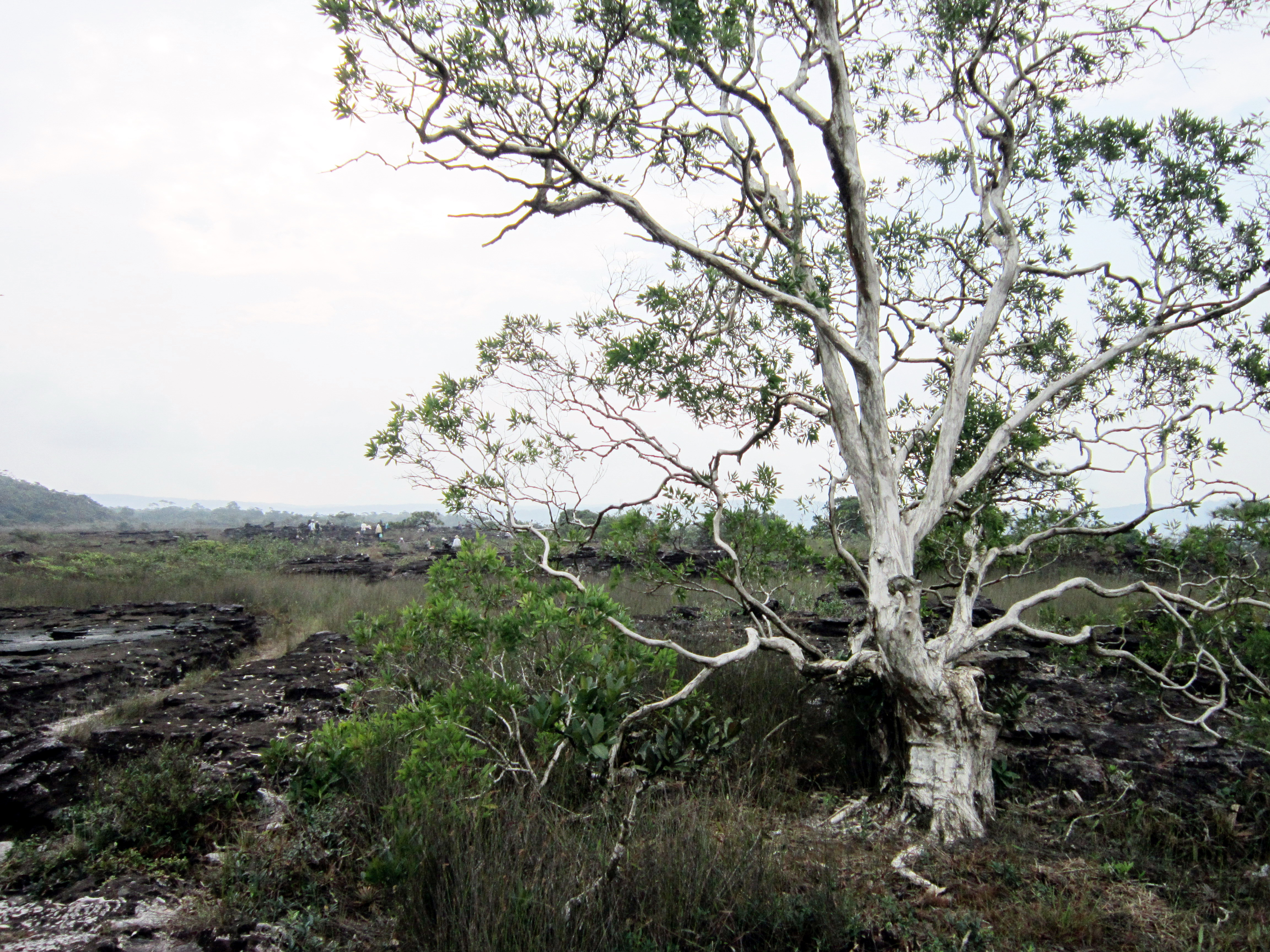
Một cây tràm đứng lẻ loi trên núi đỉnh núi Bokor.